# كريستوفر غيست
كريستوفر غيست (بالإنجليزية: Christopher Guest)‏ مواليد 5 فبراير 1948 في نيويورك، الولايات المتحدة، هو ممثل ومخرج وكوميدي وكاتب سيناريو أمريكي درس في جامعة نيويورك.

## الأعمال

### أفلام
- المشفى (1971)
- الأميرة العروس (1987)
- القليل من الرجال الفاضلين (1992)
- سمول سولجرز (1998)
- السيدة هندرسن تقدم (2005)
- ليلة في المتحف 2 (2009)
- اختراع الكذب (2009)

## روابط خارجية
- كريستوفر غيست على موقع IMDb (الإنجليزية)
- كريستوفر غيست على موقع الموسوعة البريطانية (الإنجليزية)
- كريستوفر غيست على موقع ألو سيني (الفرنسية)
- كريستوفر غيست على موقع ميوزك برينز (الإنجليزية)
- كريستوفر غيست على موقع تيرنر كلاسيك موفيز (الإنجليزية)
- كريستوفر غيست على موقع أول موفي (الإنجليزية)
- كريستوفر غيست على موقع بوكس أوفيس موجو (الإنجليزية)
- كريستوفر غيست على موقع قاعدة بيانات برودواي على الإنترنت (الإنجليزية)
- كريستوفر غيست على موقع قاعدة بيانات الأفلام السويدية (السويدية)
- كريستوفر غيست على موقع إن إن دي بي (الإنجليزية)